# Toon Wegner
Toon Wegner (* 12. November 1926 in Rijswijk (Zuid-Holland); † 17. Februar 2010 in Orvelte, Drenthe) war ein niederländischer Maler und Grafiker aus der Neuen Haager Schule (Nieuwe Haagse School). Willem Jacob Rozendaal, Paul Citroen und Willem Schrofer waren Wegners Lehrer.

## Leben
Von 1942 bis 1947 studierte Wegner an der Königlichen Akademie für Bildende Künste Den Haag, seither ist er als Maler, Grafiker, Dozent sowie Berater und Jurymitglied für die Niederlande, Nicaragua und Ungarn tätig. Toon Wegner studierte und reiste mit Co Westerik. Er ist Meisterdrucker. Ihm wurde zweimal der Jakob-Maris-Preis für Grafik und einmal der Aesculaap-Preis sowie der Van-Beek-Preis verliehen. Er hatte ein Stipendium für Finnland und Ungarn. Er bekam den Kulturpreis der Provinz Drenthe.
Wegner ist Mitglied des Pulchri Studios in Den Haag und im Berufsverband Bildender Künstler.
Er lebt und arbeitet seit 1967 in Orvelte, vorher in Den Haag, wo er auch Werkstätten für künstlerische Druckgrafik unterhält. Regelmäßig arbeitet er mit Deutschen Künstlern aus Leer und Heidelberg zusammen. Er hat zahlreiche Einzelausstellungen abgehalten, unter anderem in Amsterdam, Belgrad, Brüssel, Den Haag, Deutschland, Finnland, Maribor, Novi Sad, Slowenien, Toronto, Washington, D.C. und Zagreb, kollektive Ausstellungen in Belgien, Frankreich und der Schweiz.